# Helena Glińska
Helena Wasyliewna Glińska (ros. Елена Васильевна Глинская; ur. ok. 1506, zm. 13 kwietnia 1538 w Moskwie) – wielka księżna moskiewska jako druga żona Wasyla III w latach 1526–1533, regentka Wielkiego Księstwa Moskiewskiego od 1533 r. w czasie małoletności jej syna Iwana IV Groźnego.

## Pochodzenie
Helena była córką Wasyla Lwowicza Glińskiego i Any Jakšić. Ze strony ojca pochodziła z tatarsko-ruskiego rodu kniaziów Glińskich herbu własnego. Była bratanicą Michała Glińskiego, który przez kilka lat był więziony w ruskim więzieniu za próbę przekazania Smoleńska Litwinom. Jej dziadkiem macierzystym był serbski wojewoda. 

## Wielka księżna moskiewska
Pod koniec 1525 r. wielki książę moskiewski Wasyl III rozkazał zamknąć swą żonę Sołomonię w klasztorze. Po ponad 20 latach małżeństwa nie doczekał się żadnego potomka, chociaż według podań ludowych Sołomonia jako mniszka Zofia w klasztorze miała urodzić syna, Gieorgija. Biologicznym ojcem Gieorgija najprawdopodobniej nie był wielki książę, o którym mówiono, że jest bezpłodny.
Wasyl III nie zważając na protesty Cerkwi rozpoczął poszukiwania nowej małżonki w całej Europie. Jego wybór padł na Helenę i już w styczniu 1526 r. odbył się ich ślub. Na wieść o drugim małżeństwie wielkiego księcia patriarcha jerozolimski zagroził Moskwie „rzeką krwi, upadkiem głów wielmożów i płonącymi miastami”.
Przez trzy lata małżeństwa Helena nie zaszła w ciążę, w następstwie czego ponownie pojawiły się pogłoski o tym, iż Wasyl nie może mieć dzieci. 
25 sierpnia 1530 r. urodził się Iwan, upragniony dziedzic tronu. Krótko po narodzinach Iwana zaczęto plotkować, że jego ojcem jest Iwan Fiodorowicz Owczina Tielepniew Oboleński. Mamką dziecka została siostra domniemanego kochanka Heleny, Agrafiena Czeladina. Dwa lata później na świat przyszedł Jurij, który był głuchoniemy.
W 1533 r. 54-letni Wasyl spadł z konia. Przeczuwając rychłą śmierć, zażądał od dostojników państwowych złożenia przysięgi na wierność Iwanowi, uczynił Helenę regentką i powołał radę bojarską, która miała jej pomóc w sprawowaniu rządów aż do osiągnięcia przez Iwana pełnoletności.

## Regentka
Wasyl III zmarł 4 grudnia 1533 r. Iwana oficjalnie ogłoszono Iwanem IV, lecz faktyczna władza spoczywała w rękach Heleny, której faworytem był Iwan Tielepniew. 
W czasie swojej regencji musiała stawić czoło opozycji bojarów pod wodzą książąt Jurija Dmitrowskiego i Andrieja Starickiego – braci zmarłego Wasyla III. Andriej pozornie uznał swego bratanka za wielkiego księcia, jednak w rzeczywistości szykował atak na Helenę. W 1537 r. zmarł w więzieniu w tajemniczych okolicznościach. 
Z jej inicjatywy wzniesiono mury obronne dookoła Kremla jako zabezpieczenie przed najazdami z zewnątrz. 
W 1534 roku wybuchła kolejna wojna z Litwą. Glińska związała się z obozem Daniela metropolity Moskwy. W 1535 roku przeprowadziła reformę finansów, wprowadzając jednolitą stopę monetarną. W 1536 roku podpisała zawieszenie broni z Litwą.
Coraz większe wpływy zyskiwał Iwan Tielepniew, czemu sprzeciwiała się rodzina regentki. Wybuchł konflikt, w wyniku którego zginęli członkowie obu rodów. Wuj Heleny, Michał Gliński, z jej rozkazu został wtrącony do więzienia, gdzie zmarł śmiercią głodową. 

## Śmierć
Została otruta przez bojarów Szujskich. Pochowana w monasterze Wniebowstąpienia Pańskiego w Moskwie.
Najbliższych zwolenników Heleny ukarano. Iwan Tielepniew zmarł z głodu w więzieniu. Po śmierci poćwiartowano jego ciało. Metropolitę Daniela pozbawiono pełnionej funkcji i zamknięto w klasztorze z dala od Moskwy. Kraj pogrążył się w wewnętrznych walkach i chaosie aż do momentu koronacji Iwana IV w styczniu 1547 r., który jako pierwszy z rosyjskich władców przyjął tytuł cara.